# Ліонель Жоспен
Ліоне́ль Жоспе́н (фр. Lionel Jospin; нар. 12 липня 1937) — французький політик-соціаліст, прем'єр-міністр Франції у 1997—2002 роках. Був кандидатом на посаду президента Франції від соціалістів, але поступився Жаку Шираку.

## Біографія
Народився 12 липня 1937 в Медоні поблизу Парижа в родині протестантів. У 1961 був допущений до навчання в Державній школі управління, проте поступив в неї два роки опісля після проходження служби в армії. Закінчивши курс, Жоспен працював в економічному відділі міністерства закордонних справ, а з 1970 викладав економіку в Університетському інституті технології в Парижі.
В молодості був троцькистом, що згодом приховував. Долучився до соціалістів в 1971, звернув на себе увагу Франсуа Міттерана, в 1977 був вибраний в Національну асамблею від округу Париж. Став близьким соратником Франсуа Міттерана, і після обрання Міттерана на посаду президента у 1981 був оголошений головою Французької соціалістичної партії. Після переобрання Міттерана у 1988 Жоспен був призначений міністром освіти. В результаті катастрофічних для соціалістів виборів 1993 оголосив про свій відхід з політики, проте знов претендував на посаду в міністерстві закордонних справ, але дістав відмову від тодішнього міністра Алена Жюппе.

## Політична діяльність
До 1995 Жоспен був оголошений кандидатом соціалістів на президентський пост як зміна Міттерану, що йшов з посади. Після першого туру займав перше місце, проте в другому турі програв Жаку Шираку, який і став новим президентом. Два роки по тому Жоспену вдалося утворити коаліцію з соціалістів, комуністів і зелених, яка узяла верх на дострокових парламентських виборах 1997, перемігши коаліцію Ширака і Жюппе, і Ширак доручив своєму опонентові сформувати уряд як прем'єр-міністрові. Жоспен зайняв посаду прем'єр-міністра (замість Жюппе).
На цій посаді Жоспен знаходився замалим не п'ять років. У 2002 прем'єр Жоспен знов виставив свою кандидатуру в президенти, проте зазнав нової, значно ганебнішої і сенсаційнішої поразки: не зміг вийти в другий тур і пропустив на друге місце націоналіста Жан-Марі Ле Пена, якого Ширак потім переміг з величезною перевагою. Після цього Жоспен пішов не тільки з посади прем'єр-міністра і голови партії, але і взагалі з політики (2005-го ненадовго повернувся до публічних заяв, агітуючи за проєкт європейської конституції, втім, знов безуспішно). Вся влада в державі опинилася у широкої коаліції прихильників Ширака, так звана UMP, або Союз за президентську більшість: її представляли обидва подальших прем'єра, Раффарен і де Вільпен.
Соціалісти з того часу перебували в стані глибокої кризи, з якої почали виходити тільки в 2006 після масових антиурядових виступів молоді проти закону про «контракт першого найму». В цей час знов почалися розмови про можливі президентські амбіції Жоспена: не зважаючи на те, що він в жовтні 2006 р. різко негативно висловився проти президентських амбіцій популярнішої у соціалістів Сеголен Руаяль, партія все ж таки 16 листопада висунула кандидатом в президенти на виборах-2007 саме її.